# 니와세역
니와세역(일본어: 庭瀬駅 니와세에키[*])은 일본 오카야마현 오카야마시 기타구에 위치한 서일본 여객철도 소속 철도역이며, 산요 본선의 정차역이다. 노선 명칭상으로 산요 본선 단독역이며, 운행 계통 상 하쿠비 선 열차도 통과 한다.

## 역 구조 및 승강장
상대식 2면 2선의 홈을 가지는 지상역이며, 상하선의 사이에는 홈이 없는 대기선(중선)이 1개 존재하고 있다.
구라시키역의 피관리격인 직영역으로, 2007년(헤이세이 19년)에 자동 개찰화되었다. 또, 2008년(헤이세이 20년) 12월 13일에 내리막 홈 측에도 개찰구(남쪽 출입구)가 설치된 이것에 의해, 니와세 역 남측으로부터 건널목을 건너지 않아도 당역에 왕래할 수 있다. 2008년(헤세이 20년) 3월의 다이어 개정에 맞추어 상행선 플랫폼 전체의 인상 공사를 했다. 또, 전철의 정차 위치가 이전보다 오카야마 역 가까이로 변경되었다. 덧붙여 건널목에는 엘리베이터가 설치되어 있다. ICOCA 이용 가능역. 자동 개찰기는 북쪽 출입구에서는 개·폐식이지만, 당역 개업 후에 설치된 남쪽 출입구에서는 간이식이 되고 있다. 보통 승차권으로 남쪽 출입구에서 출장하는 경우는 개찰기 뒤편의 집찰상자에 승차권을 투입한다.
| 플랫폼 | 노선                         | 방향   | 행선지                              |
| ------ | ---------------------------- | ------ | ----------------------------------- |
| 1      | ■산요 본선 (■하쿠비 선) 포함 | 상행선 | 오카야마 ・ 히메지 · 반슈아코 방면  |
| 2      | ■산요 본선                   | 하행선 | 구라시키 · 후쿠야마 방면            |
| 2      | ■하쿠비 선                   | 하행선 | 구라시키 · 빗추타카하시 · 니미 방면 |

## 인접 역
| 서일본 여객철도 산요 본선 | 서일본 여객철도 산요 본선 | 서일본 여객철도 산요 본선 |
| ------------------------- | ------------------------- | ------------------------- |
| 기타나가세 고베 방면      | ■ 산요 본선               | 나카쇼 모지 방면          |